# David Gillek
David Gillek, född 14 januari 1983, är en svensk före detta innebandyspelare.
Gillek fostrades i Mullsjö AIS för att via FC Helsingborg och Jönköpings IK ta klivet till AIK. Säsongen 2009/2010 gick han till AIK och spelade sedan där i tre år men återvände sedan hem till sin moderklubb Mullsjö AIS. Under sin sista säsong i Jönköpings IK (2007/2008) vann Gillek poängligan med 57 poäng (35+22) på 22 matcher.
Han spelade 37 landskamper och gjorde 44 mål. Efter att ha avslutat karriären 2018 blev han assisterande tränare i Mullsjö AIS. Idag (januari 2025) huvudtränare i FBC Kalmarsund.